# Nodo di Salomone

Il simbolo ⌘ presente sulle strade svedesi indica un patrimonio nazionale

Il nodo di Salomone è un simbolo composto da due anelli, a volte moltiplicati, che si intersecano formando una croce. Si tratta di un motivo decorativo usato da molte culture fin dall'antichità. Nonostante il nome, tecnicamente non si tratta di un vero nodo ma di un link.

## Struttura
I due anelli che compongono il nodo di Salomone sono tipicamente intrecciati, passando alternativamente sopra e sotto l'un l'altro. Gli anelli sono sempre appiattiti a formare i due bracci uguali di una croce greca. Le estremità della croce si chiudono ad anello e possono avere forma semicircolare, ovale, squadrata o appuntita, o addirittura assumere forme artistiche come foglie, lobi, ali ecc.
Può essere visto quindi come una versione quadrata del nodo a trifoglio (che però è un vero nodo).

## Uso
Il termine è utilizzato in araldica per riferirsi non solo al simbolo qui descritto, ma a qualunque croce composta da corde variamente "annodate", incluso il simbolo ⌘ (più propriamente chiamato nodo di Bowen).
Il nodo di Salomone è frequente nell'arte paleocristiana (come sui mosaici delle chiese, ad es. nella Basilica di Aquileia) dove è simbolo di unione fra l'uomo e la dimensione del divino.
In Italia è usato come simbolo dalle Banche di credito cooperativo, e come logo di alcune industrie.

Nodo di Salomone
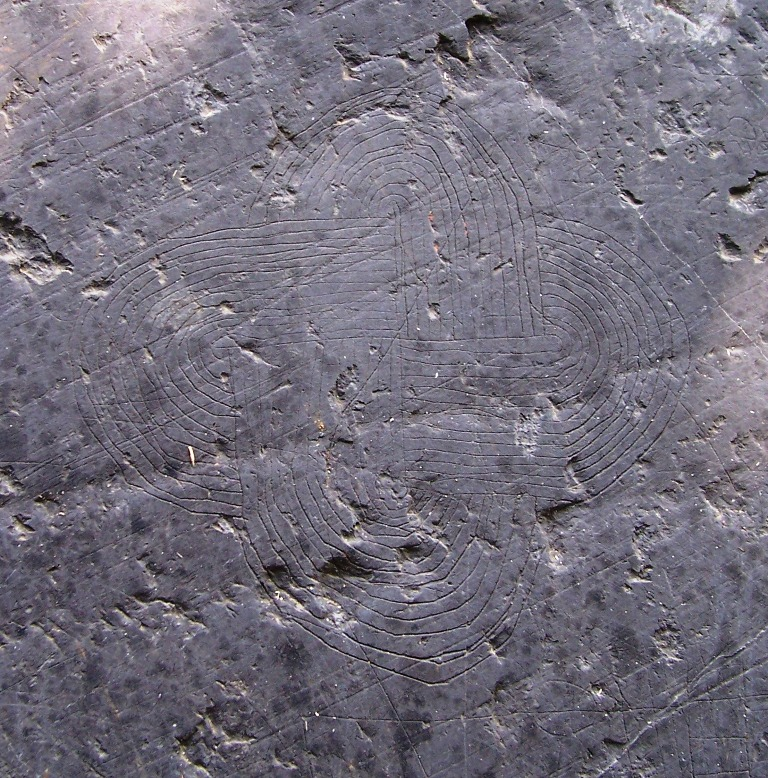
Incisioni rupestri della Val Camonica
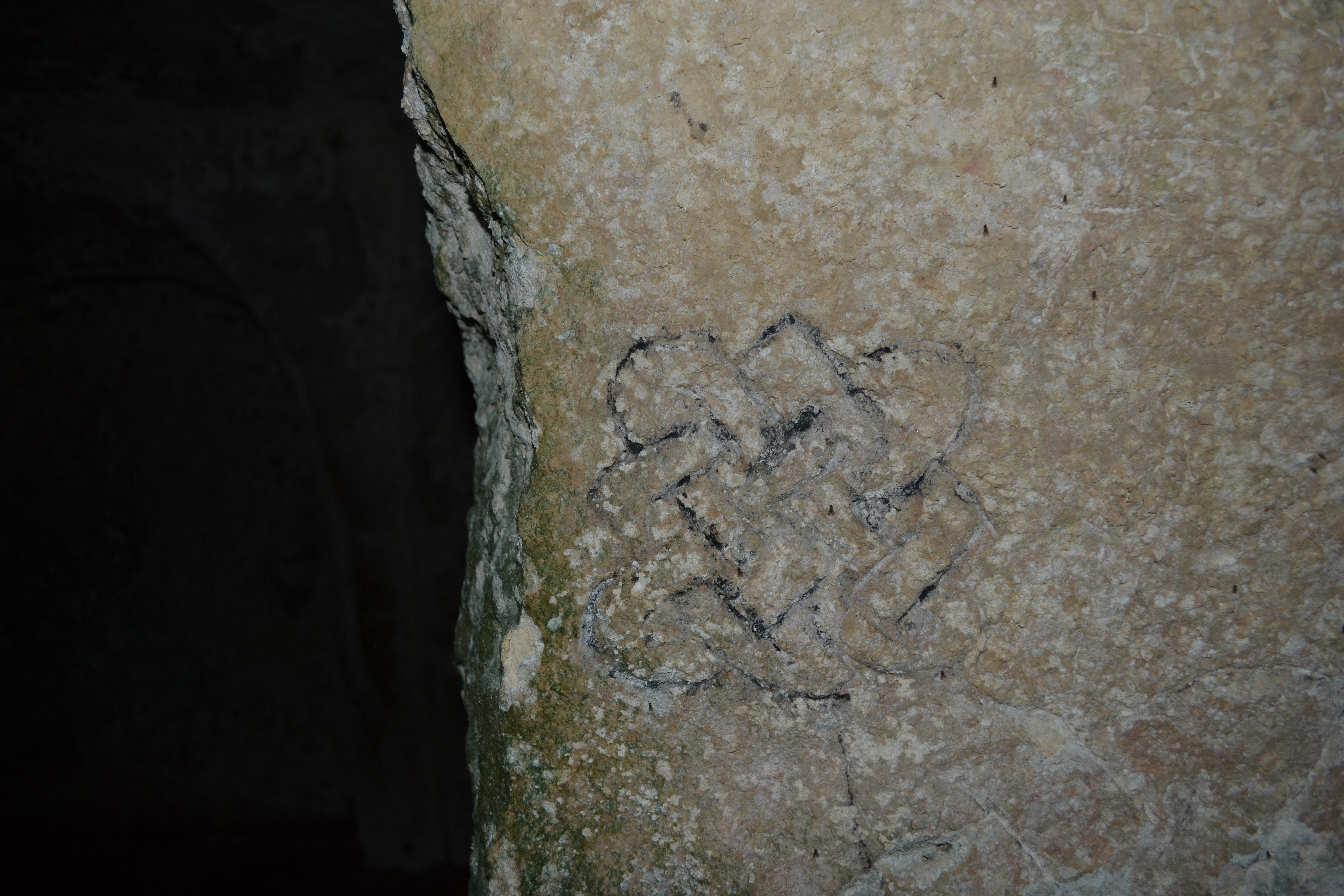
Simbolo che si trova nella Cripta di San Michele Arcangelo, situata nella gravina di Santo Stefano, facente parte del territorio di Castellaneta in provincia di Taranto.